# Ilha Timóteo Domingues
Timóteo Domingues, antigamente conhecida como Ponta de Bauzá, é uma ilha da região do Rio da Prata baixo soberania uruguaia.
Segundo o Tratado do Rio da Prata assinado pela Argentina e o Uruguai em 1973, a ilha Martín García permanece baixo soberania argentina em águas de uso comum para ambos países, mas rodeada do sector do Rio da Prata cujo leito e subsolo foi adjudicado ao Uruguai pelo tratado, pelo que as ilhas aluvionares que se formem em torno de Martín García são de jurisdição uruguaia, sendo o caso de Timóteo Domingues.
Esta ilha começou a formar-se para 1961 e originalmente encontrava-se a poucos centos de metros ao norte da ilha Martín García, a qual está localizada em águas territoriais uruguaias, e pertence à Argentina. Devido à sedimentação aluvional na atualidade encontra-se unida à ilha Martín García, facto que motivou o acordo do 18 de junho de 1988 entre os governos de Argentina e Uruguai para estabelecer uma fronteira seca na agora ilha Martín García Timóteo Domínguez. Em frente à ilha encontra-se a pequena localidade oriental de Martín Chico, da qual dista uns 8 km. Em frente à costa ocidental de Timóteo Domínguez outros depósitos aluvionares criaram os ilhotes Hércules, atualmente fundidos e baixo soberania uruguaia. O ilhote assim formado se encontra separado de Timóteo Domínguez por um canal de uns 50 m de largo. Outro ilhote denominado Agustín Quirós, L. Salomão ou ilha Canhão, formou-se a uns 600 m ao este de Timóteo Domínguez em frente à ponta Canhão de Martín García.

## A única fronteira seca entre Argentina e Uruguai

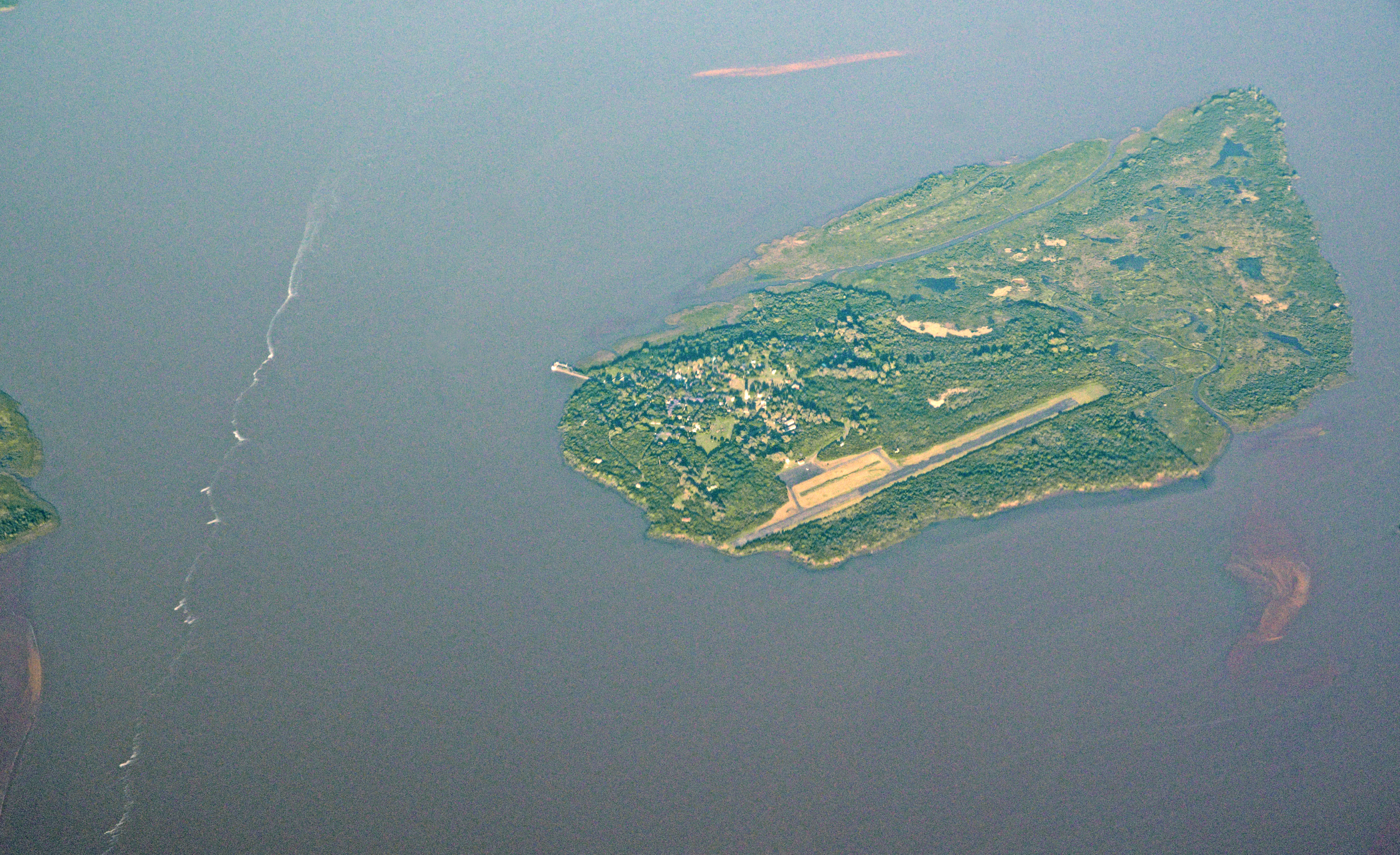
Vista de satélite de ambas ilhas e dos ilhotes Hércules.

Segundo o artigo 46 do Tratado do Rio da Prata, ao unir-se a ilha Martín García a outra ilha, nos sectores costeiros que não dão aos canais de Martín García e do Inferno, o limite binacional deverá seguir o perfil da ilha Martín García que resulta da carta H-118 Segunda Edição 1972, confeccionada pela Comissão Mista Argentino-Uruguaia de Levantamento Integral do Rio da Prata, e publicada pelo Serviço de Hidrografia Naval da Argentina.
Na década de 1980, o arraste aluvional de sedimentos, que são virados pelo rio Paraná sobre o Rio da Prata, terminou por unir as ilhas Timóteo Domínguez e Martín García. O labor de identificar por onde deveria correr a fronteira internacional lhe foi encomendada à Comissão Administradora do Rio da Prata, a qual resolveu a demarcação. O 19 de junho de 1988 na Chancelaria argentina assinaram-se as notas reversas do protocolo sobre a demarcação do limite entre as ilhas Martín García e Timóteo Domínguez, as que foram rubricadas pelo ministro de relações exteriores da Argentina Dante Caputo e seu par do Uruguai Luis Bairros Tassano. Este pequeno trecho limítrofe constitui a única fronteira terrestre entre ambos países.
Ao ser a ilha Timóteo Domínguez parte íntegra do território continental de Uruguai, pertence ao departamento de Colónia; o qual desta forma limita com a província de Buenos Aires, tendo em conta que a ilha Martín García também é conceituada parte integral da plataforma continental de Argentina.
Por outro lado, o Uruguai reclama-lhe ao Brasil a ilha Brasileira já que o trecho do rio Uruguai em que se encontra se acha sem delimitar entre a Argentina e o Uruguai, o qual de se definir o limite tripartite segundo a pretensão uruguaia e posteriormente delimitar ao norte da ilha com a Argentina, poderia dar lugar a uma segunda fronteira seca entre o Uruguai e a Argentina.